# Větrný mlýn na Bořenovách u Sobotky
Větrný mlýn na Bořenovách u Sobotky (Čálovický) je zaniklý mlýn holandského typu, který stál na návrší zvaném Bořenovy v nadmořské výšce 375 m n. m. Místo se stále nazývá „Na Větráku“. Z devatenácti větrných mlýnů v okrese Jičín byl jediným kamenným tohoto typu.

## Historie
Zděný větrný mlýn ze štuk postavil roku 1824 Jan Jiroš jako obilní mlýn na pozemkové parcele č. 1089; obytná část pro mlynáře byla nejdříve ve světnici ve mlýně. Od roku 1842 jej vlastnil Jan Šustr, v jehož rodině zůstal do počátku 20. století. V roce 1845 postavil jihozápadně dřevěné obytné stavení čp. 275. V roce 1848 předal polovinu mlýna svému bratrovi Josefu. Pak v roce 1859 dal druhou polovinu mlýna své švagrové Barboře. V roce 1901 mlýn převzal syn František Šustr a témže roce mlýn už pouze šrotoval.
Roku 1916 přestavěl František Šustr obytný dům a k tomu používal materiál z vrchních pater mlýna. Před rozebíráním ale nabídl stavbu samostatné organizaci Klubu turistů v Sobotce; ta jí zamítla pro údajně vysokou cenu a nemodernost stavby. Šustr rozebíral mlýn postupně a ještě v polovině dvacátých let zde stály základní řady kvádrů, lidově zvané „štuk“. Za dalších majitelů, Ladislava a Anny Helikarových, byl v letech 1925–1929 rozebrán jeho zbytek.
V roce 1910 změřil profesor J. Mencl mlýnský stroj a architekt J. Tkalců pořídil plán budovy. Ještě v roce 1970 poblíž místa ležel mlecí kámen.

## Popis
Válcová, třípodlažní stavba měla na úrovni terénu průměr 9 metrů a výšku 13 metrů. Postavená byla z pískovcových kvádrů. V polovině 19. století měl mlýn jedno mlýnské složení a občas zaměstnával jednoho pracujícího.

#### Mlýn v básni
Tento mlýn zmiňuje Fráňa Šrámek v básni Básníkův hrob (sbírka Splav, 1922). Na náhrobku mlynáře Šustra na soboteckém hřbitově je leptaný obrázek jeho větrného mlýna.
 Cizinče,

sem zbloudiv, bys utrhl, přivoněl a zahodil opět,

 bys ke dnu nepohléd, neslyšel

  pod vodou zvonů,

nám uvěř, kdož tohoto kraje

 citlivě, osudně nosíme značku:

 my, kdybychom raziti měli

vzpomínky domovské, nejpokrevnější vzpomínky peníz,

na tomto penízi za truchlým a bludným tvarem,

 za mlýnem větrným,

jak tu kdys nad námi stával

 a smutnil a smutnil,

za ním by vyhlížel pohled svéhlavě snivý

 Václava Šolce.
Fráňa Šrámek, Básníkův hrob